# Rio Parnaíba

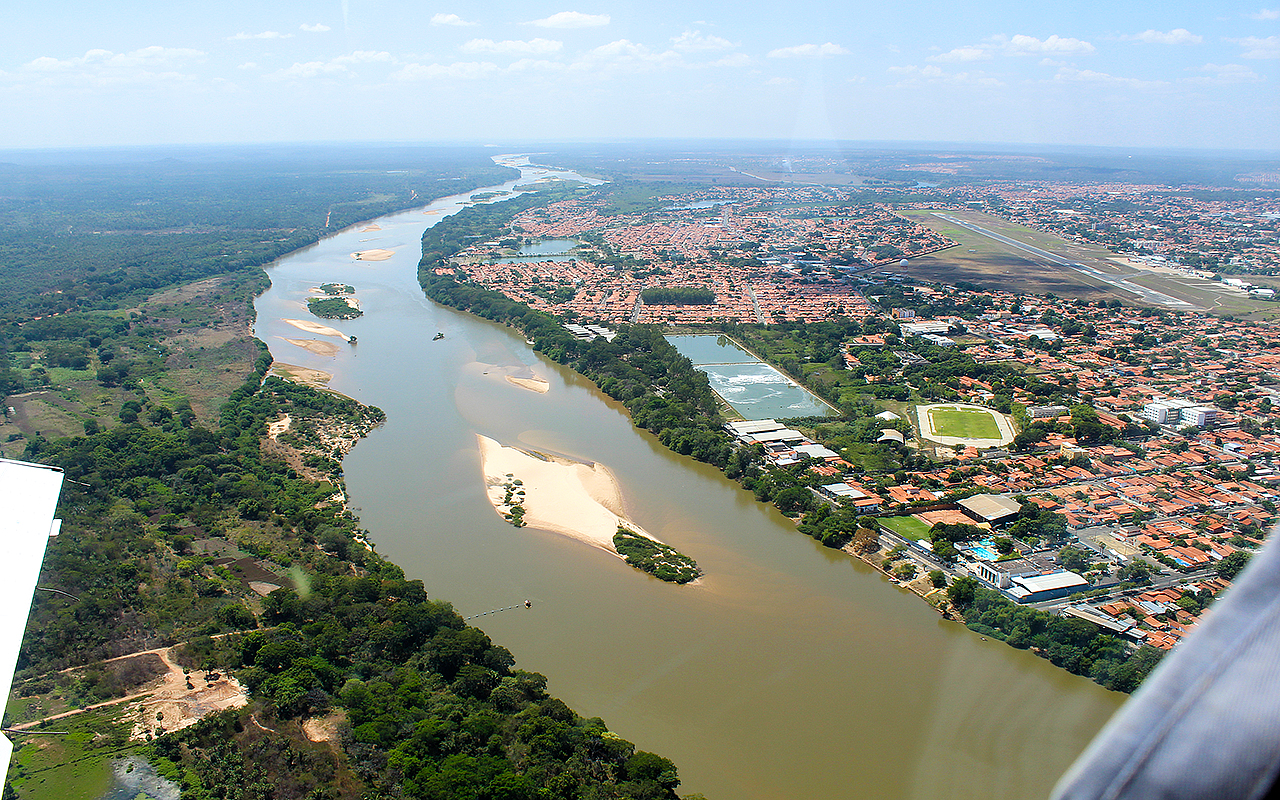
Vista do Rio Parnaiba passando em Teresina Piauí

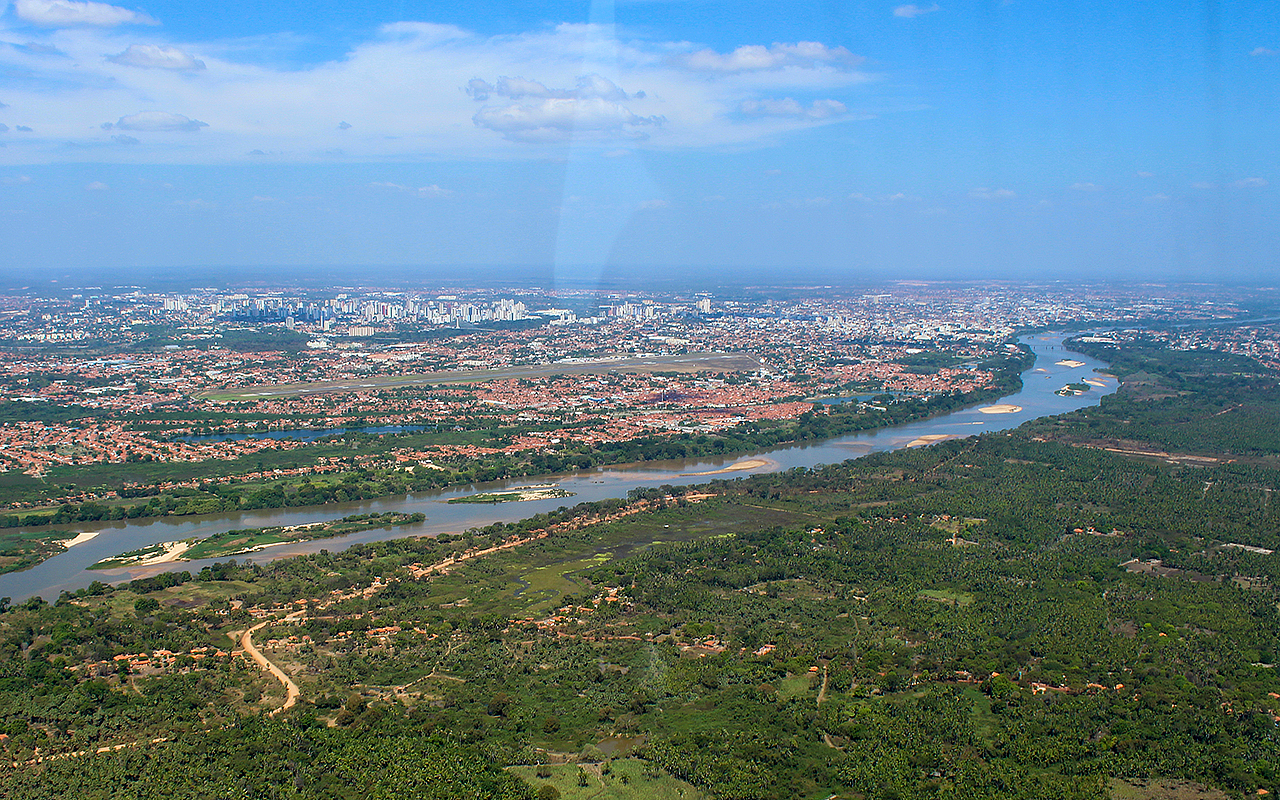
Vista do Rio Parnaíba e Teresina Piauí ao fundo

O rio Parnaíba, também conhecido como Velho Monge, é um curso de água que divide politicamente os estados do Maranhão e do Piauí. É o maior rio genuinamente nordestino sendo navegável em toda sua extensão.

## Etimologia
Etimologicamente, o termo vem do língua tupi e significa "mar ruim", através da junção dos termos paranã ("mar") e aíb ("ruim"). Contudo, José de Alencar, em seu romance Iracema, estabelece que o significado de fato é "rio que é braço de mar" (pará nhanhe hyba).
Toda a economia e a história deste estado de alguma maneira se liga ao Parnaíba tem um importante papel socioeconômico. Isto se verifica, principalmente, pela  potencialidade de seus recursos naturais que propiciam aptidão para o desenvolvimento de inúmeras atividades: pesqueiras e agropastoris, de navegabilidade, de energia elétrica, de abastecimento urbano, de lazer, dentre outras.
A possibilidade de navegação deste rio facilitou o povoamento e as comunicações até há pouco tempo. No início da década de 1910 o parlamentar maranhense Christino Cruz foi homenageado pela Companhia de Navegação a Vapor do Parnaíba, que batizou com o seu nome o T.S.S. Christino Cruz, um dos seus navios a vapor. Hoje, a navegação é feita, principalmente na época de cheias, por pequenas embarcações.

## História
Na altura do município piauiense de Guadalupe, no Médio Parnaíba, existe a Barragem de Boa Esperança, que faz parte da Usina Hidrelétrica de Boa Esperança, construída pelo presidente Castelo Branco. A usina é parte integrante do sistema Companhia Hidrelétrica do São Francisco. É a mais importante do Nordeste Ocidental brasileiro e represa cinco bilhões de metros cúbicos de água do rio Parnaíba. O açude vem prestando alguns benefícios à população, permitindo a criação de peixes e regulando o regime de cheias do rio (evitando as grandes enchentes que deixam desabrigados, em sua maioria, a população ribeirinha residentes nas margens mais baixas da capital Teresina), apesar de contribuir para o assoreamento que prejudica principalmente a microrregião do Baixo Parnaíba Piauiense.
A usina forma um grande lago artificial, na altura de Nova Iorque. Na cidade de Guadalupe, às margens do lago, há hotéis e balneários.

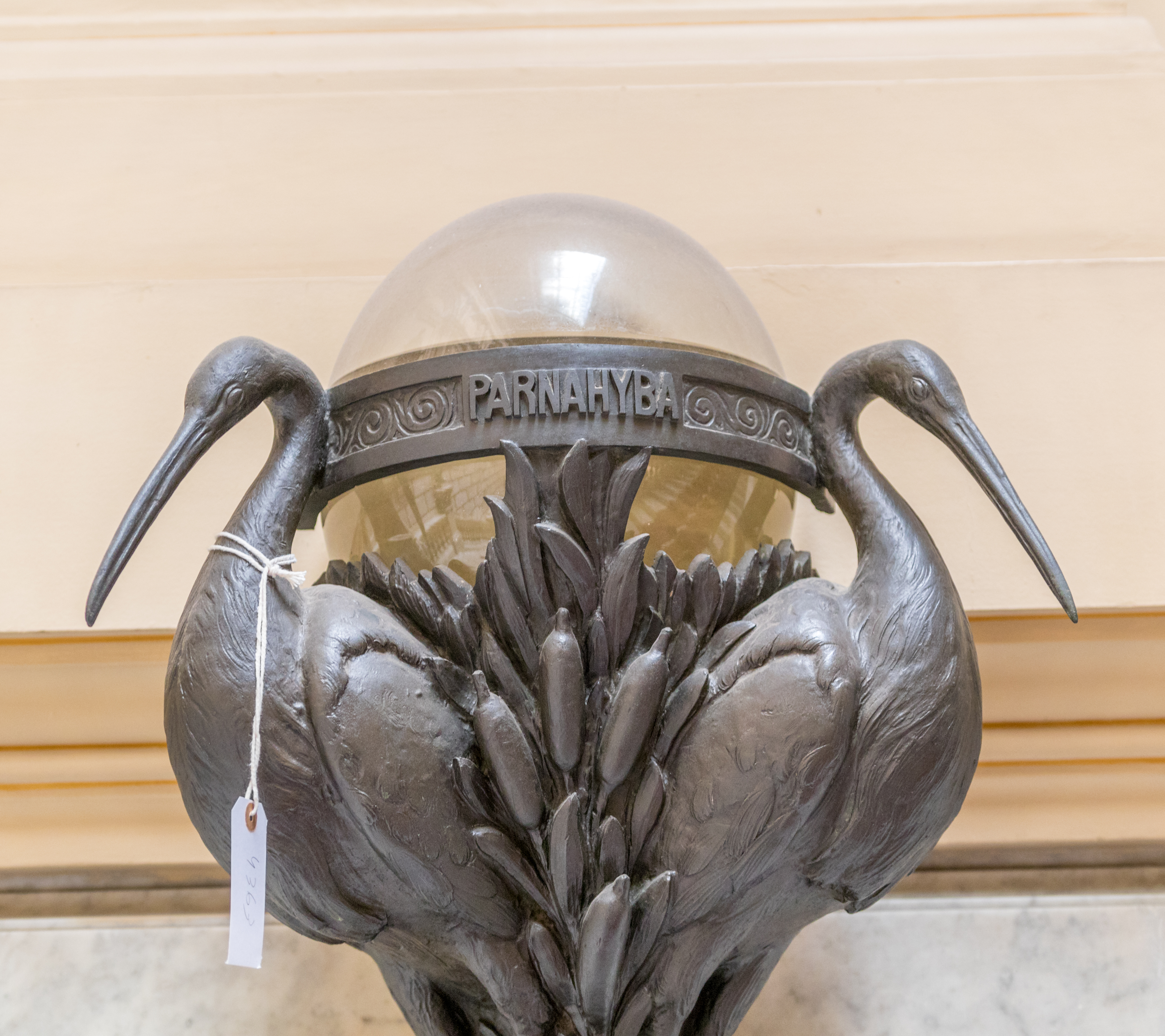
Homenagem ao rio Parnaíba no Museu Paulista

As primeiras observações sobre o rio Parnaíba foram feitas por Nicolau Resende por volta de 1640, quando sofreu um naufrágio nas proximidades de sua foz. Antes do seu nome atual, possuiu vários outros: Fam Quel Coous (Miler, 1519); rio Grande (Luis Teixeira, 1574); rio Grande dos Tapuios (Gabriel Soares Moreno, 1587); Paravaçu (Padre Antônio Vieira, 1650); Paraguas (Guillaume de L’isie, 1700); Param-Iba, (Dauville). O nome Parnaíba se deve ao bandeirante paulista Domingos Jorge Velho, nome dado em recordação da terra onde nasceu, a vila de Santana de Parnaíba, nas margens do rio Tietê em São Paulo.
Com a formação do território da província do Piauí, em 1718, o rio Parnaíba serviu como uma divisão geográfica com o vizinho estado do Maranhão.
Com base em dados coletados pelo censo de 2022, cerca de 44,72% da população do Piauí, o equivalente a 1.461.920 pessoas, reside em uma faixa de até 25 km a partir da margem do rio Parnaíba.

## Bacia hidrográfica

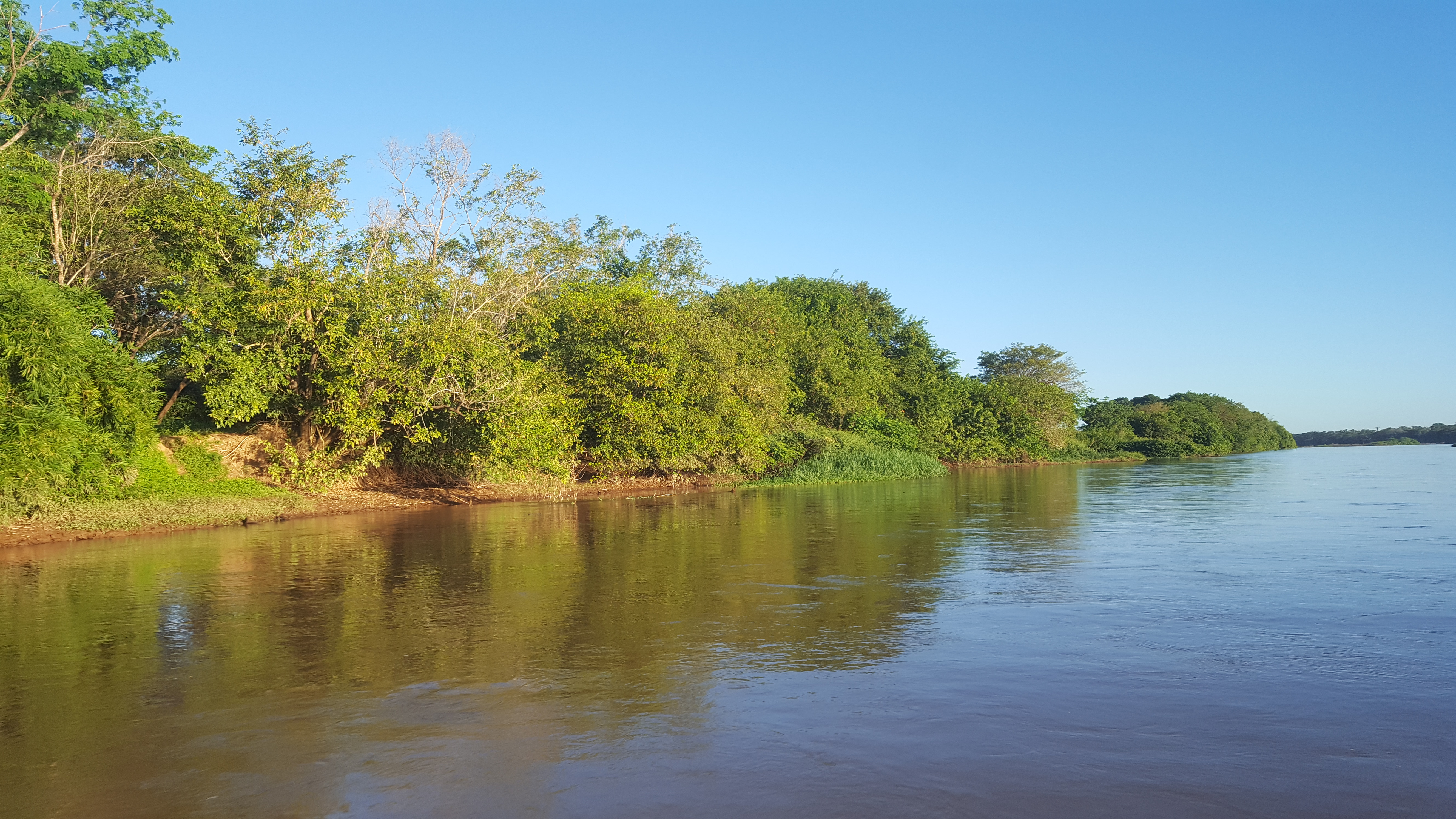
Vegetação das margens do rio Parnaíba na altura de Teresina

O rio nasce nos contrafortes da chapada das Mangabeiras, sul dos estados do Maranhão e Piauí, que, atualmente, é preservada pelo Parque Nacional das Nascentes do Rio Parnaíba. O rio nasce numa altitude de setecentos metros, da confluência principalmente de três cursos d'água: o Água Quente, na divisa do Piauí com o Maranhão, o Curriola e o Lontra, no Piauí. Percorre cerca de 1 450 km até sua desembocadura no oceano Atlântico. 
Compreende três cursos:
- Alto Parnaíba - das nascentes até a Barragem de Boa Esperança;
- Médio Parnaíba - da barragem até a foz do rio Poti em Teresina;
- Baixo Parnaíba - desta foz até o oceano Atlântico.

O rio Parnaíba situa-se em uma área de transição entre o Nordeste árido, com vegetação pobre e a Amazônia, coberta de florestas, denominada Meio-Norte do Brasil. O rio Parnaíba banha 22 municípios do Maranhão e 20 do Piauí. O regime do Parnaíba é pluvial, como quase todos os rios e bacias brasileiras.

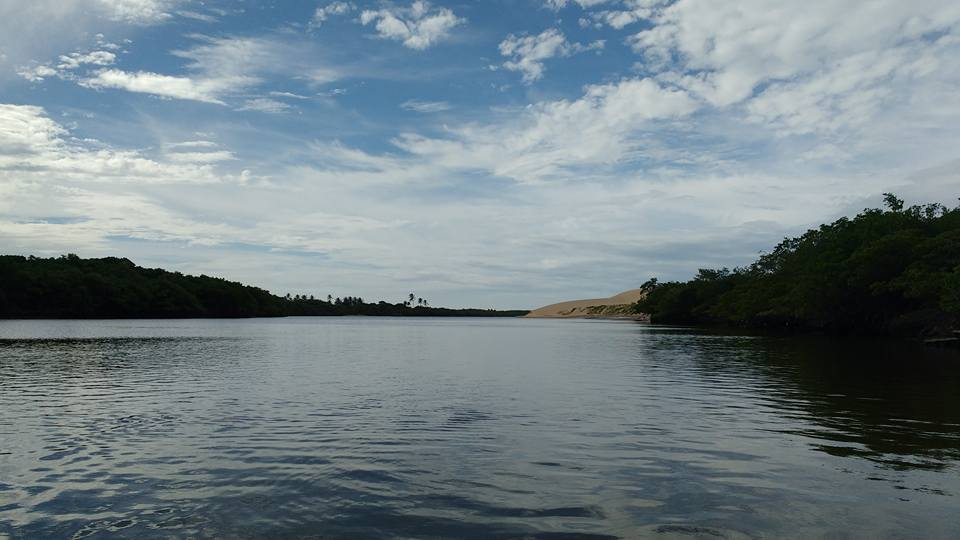
Foz do rio Parnaíba

Tem declividade acentuada, de suas nascente até o município de Santa Filomena, sofrendo a partir daí uma redução  gradativa, chegando, nos últimos quilômetros do seu percurso, a uma declividade de menos de 25 cm/km.  No leito do Parnaíba corre, a cada ano, 20 bilhões de metros cúbicos de água, enquanto a precipitação pluviométrica média, ao longo das regiões que o rio percorre, está em torno de  1.500 mm/ano.
O vale do Parnaíba possui mais de três mil quilômetros de rios perenes, centenas de lagoas, e ainda, a metade da água de subsolo do Nordeste,o avaliadas em dez bilhões de metros cúbicos ao ano. No Maranhão, os afluentes mais importante são o Rio Parnaibinha, que apesar do nome, tem maior volume de água que o próprio rio Parnaíba, o rio Medonho e rio das Balsas.Os afluentes no estado do Piauí são Gurgueia, Uruçuí-Preto, Canindé, Poti e Longá.

### Delta
Antes de penetrar no oceano Atlântico, o Parnaíba forma um amplo e recortado delta - o único delta em mar aberto das Américas e um dos três maiores do mundo em extensão e beleza natural (os outros são o do rio Nilo, no Egito, e o do rio Mekong, no Sudeste Asiático). O delta do Parnaíba é um  importante ponto turístico, atraindo gente de todo o mundo interessado no ecoturismo. A capital do delta é a cidade que leva o nome do rio Parnaíba. O Parnaíba desemboca em forma de delta de cinco bocas: Tutóia, Caju, Carrapato, Canários, Igaraçu. Ele é navegável em quase todo o percurso de 1 485 km. Nessa região, foi criada a Área de Proteção Ambiental Delta do Parnaíba. 
O delta do rio Parnaíba começa onde o rio se divide e onde se situa o ponto mais alto, que fica na ponta noroeste da Ilha Tucuns da Mariquita, onde a corrente do rio se bifurca para formar os dois braços do Igaraçu e do Santa Rosa. Desta bifurcação, que se subdivide em numerosos braços e igarapés, saem os principais canais do rio, que vão, entremeados a inúmeras ilhas, terminar no oceano por meio de cinco grandes bocas, que são, de oeste para leste: Tutoia, Melanciera (também chamada de Carrapato), ilha do Caju, ilha das Canárias e Igaraçu. A extensão do Santa Rosa é de noventa quilômetros, a do Canárias é de 28 quilômetros e a do Igaraçu, de 32 quilômetros. O Santa Rosa fica no Maranhão; o Canárias separa os dois estados (Piauí e Maranhão) e o Igaraçu situa-se no Piauí, separando a ilha Grande de Santa Isabel do continente.

### Usina hidrelétrica
Na altura do município piauiense de Guadalupe, no Médio Parnaíba, existe a Barragem de Boa Esperança, que faz parte da Usina Hidrelétrica de Boa Esperança, construída pelo presidente Castelo Branco. A usina é parte integrante do sistema Companhia Hidrelétrica do São Francisco. É a mais importante do Nordeste Ocidental brasileiro e represa cinco bilhões de metros cúbicos de água do rio Parnaíba. O açude vem prestando alguns benefícios à população, permitindo a criação de peixes e regulando o regime de cheias do rio (evitando as grandes enchentes que deixam desabrigados, em sua maioria, a população ribeirinha residentes nas margens mais baixas da capital Teresina), apesar de contribuir para o assoreamento que prejudica principalmente a região do Baixo Parnaíba.
A usina forma um grande lago artificial, na altura de Nova Iorque. Na cidade de Guadalupe, às margens do lago, há hotéis e balneários.

## Importância econômica e meio ambiente

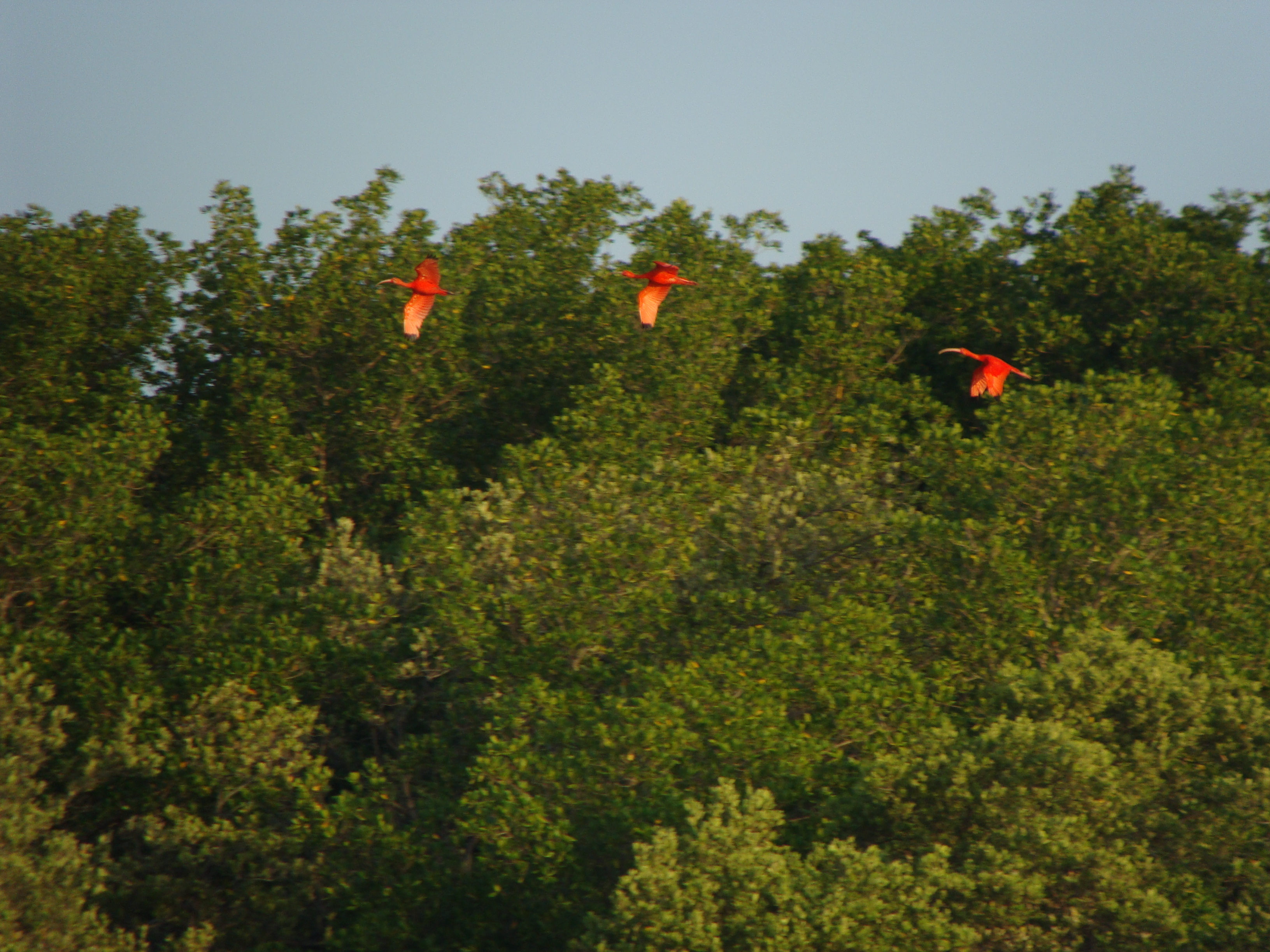
Revoada de guarás

Toda a economia, toda a história deste estado de alguma maneira se liga ao Parnaíba tem um importante papel socioeconômico. Isto se verifica, principalmente, pela  potencialidade de seus recursos naturais que propiciam aptidão para o desenvolvimento de inúmeras atividades: pesqueiras e agropastoris, de navegabilidade, de energia elétrica, de abastecimento urbano, de lazer, dentre outras.
A possibilidade de navegação deste rio facilitou o povoamento e as comunicações até pouco tempo atrás.No início da década de 1910, o parlamentar maranhense Christino Cruz foi homenageado pela Companhia de Navegação a Vapor do Parnaíba, que batizou com o seu nome o T.S.S. Christino Cruz, um dos seus navios a vapor. Hoje, a navegação é feita, principalmente na época de cheias, por pequenas embarcações.
O rio Parnaíba foi o berço da capital do estado do Piauí, a cidade de Teresina. Esta foi projetada e construída em suas margens em função da importância estratégica de sua navegabilidade, visando a alavancar o crescimento do estado e deter a influência que o Maranhão começava a exercer sobre o interior piauiense. Embora seja a divisa natural dos dois estados, é um fato reconhecido que sua relevância histórica, econômica e cultural é bem maior para o Piauí que para o Maranhão, a ponto de ser exaltado no próprio hino do estado do Piauí.

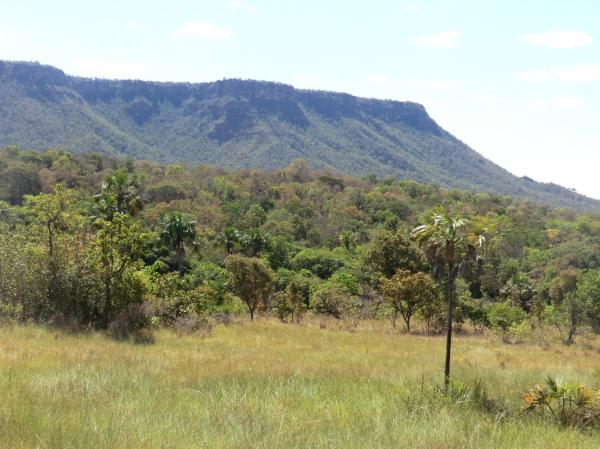
Parque Nacional das Nascente do Rio Parnaíba

Na microrregião do Baixo Parnaíba Piauiense, observa-se maior desmatamento de suas margens e maior assoreamento. É, também, a região com maior número de fábricas, principalmente as de celulose e sucroalcooleira, onde os maiores núcleos urbanos lançam grande quantidade de esgotos sem tratamento no rio. A ocupação de suas margens, a derrubada da mata ciliar e a construção de Usina Hidrelétrica de Boa Esperança levaram a seu assoreamento e consequente perda de sua navegabilidade.
O rio Parnaíba é um dos rios mais poluídos de Teresina. Existem projetos que lutam pela preservação do rio, como o projeto "Salve os Rios de Teresina", criado pelo professor Elielson Maciel Santana e seus alunos. A degradação, junto com a poluição, é um dos fatores contribuintes para o mau uso do Parnaíba, é justamente por esses motivos que o Parnaíba não está mais sendo usado para a navegação de navios de grande porte. [carece de fontes?]